# Sensation Comics
Sensation Comics est un comics publié par DC Comics de 1942 à 1952.

## Historique de publication
Sensation Comics apparaît en 1942. Le personnage principal est  Wonder Woman introduit dans  le huitième numéro d'All Star Comics  en décembre 1941. Sensation Comics connaîtra 109 numéros. Les autres personnages à apparaître dans cette anthologie sont le Black Pirate, le Gay Ghost, Mister Terrific, Wildcat, Sargon le sorcier, Hal Mason, Whip, Atom, Little Boy Blue, Hop Harrigan, Romance, Inc., Lady Danger, Doctor Pat et Astra.
Le comics est transformé en un comics de romance à partir du numéro 94 en novembre 1949.  À partir du numéro 107 Johnny Peril devient le personnage principal quand le thème du comics devient le surnaturel. Le titre est renommé en  Sensation Mystery à partir du numéro 110 et dure encore sept numéros Le comics ainsi rebaptisé cesse de paraître avec le numéro 116 daté de juillet-août  1953.

## Retour en 2014
Sensation Comics en août  2014 comme  un comics "Digital First" mettant en scène Wonder Woman. L'édition papier est lancée en octobre  2014. Cette série est arrêtée en décembre 2015 avec le numéro 17.

## Rééditions
- Wonder Woman Archives
  - Volume 1 includes Sensation Comics #1–12, 240 pages, mai 1998,   (ISBN 1-5638-9402-5)
  - Volume 2 includes Sensation Comics #13–17, 240 pages, février 2000,  (ISBN 978-1563895944)
  - Volume 3 includes Sensation Comics #18–24, 240 pages, juin 2002,  (ISBN 1-5638-9814-4)
  - Volume 4 includes Sensation Comics #25–32, 240 pages, mars 2004,  (ISBN 1-4012-0145-8)
  - Volume 5 includes Sensation Comics #33–40, 240 pages, septembre 2007,  (ISBN 1-4012-1270-0)
  - Volume 6 includes Sensation Comics #41–48, 232 pages, juillet 2010,  (ISBN 978-1401227340)
  - Volume 7 includes Sensation Comics #49–57, 240 pages, novembre 2012,  (ISBN 978-1401237431)
- The Wonder Woman Chronicles
  - Volume 1 includes Sensation Comics #1–9, 192 pages, mars 2010,  (ISBN 978-1-4012-2644-2)
  - Volume 2 includes Sensation Comics #10–14, 192 pages, décembre 2011,  (ISBN 978-1-4012-3240-5)
  - Volume 3 includes Sensation Comics #15–18, 176 pages, décembre 2012,  (ISBN 1401236928)
- JSA All-Stars Archives
  - Volume 1 reprend les aventures de Wildcat et Mister Terrific publiées dans Sensation Comics 1 à 5, 256 pages, cctobre 2007,  (ISBN 978-1-4012-1472-2)
- Sensation Comics Featuring Wonder Woman
  - Volume 1 comprend Sensation Comics Featuring Wonder Woman #1–5, 168 pages, avril 2015,  (ISBN 140125344X)
  - Volume 2 comprend Sensation Comics Featuring Wonder Woman #6–10, 168 pages, octobre 2015,  (ISBN 140125862X)
  - Volume 3 comprend Sensation Comics Featuring Wonder Woman #11–17, 232 pages, mai 2016,  (ISBN 1401261574)